# Ola Magnell
Nils Olaus Lennart Karl Magnell, detto Ola (Skälby gård, 20 gennaio 1946 – Tunby, 6 febbraio 2020), è stato un cantante svedese.

## Biografia
Nya perspektiv (1975), secondo album in studio, è stato il suo primo LP a raggiungere la vetta della Sverigetopplistan. Höstkänning (1977) si è fermato alla 13ª posizione della classifica, mentre Straggel och strul (1979) ha conquistato la 21ª posizione.
Europaväg 66 (1981) e Gaia (1983) si sono collocati rispettivamente al 34º e 15º posto della graduatoria svedese. Onkel Knut (1984), Vallmoland (2003) e Rolös (2010) sono anch'essi entrati in classifica.

## Discografia

### Album in studio
- 1974 – Påtalåtar
- 1975 – Nya perspektiv
- 1977 – Höstkänning
- 1979 – Straggel och strul
- 1981 – Europaväg 66
- 1983 – Gaia
- 1984 – Onkel Knut
- 1987 – Blå neon
- 1989 – Neurotikas motell
- 1993 – Förlovat land
- 2003 – Vallmoland
- 2010 – Rolös

### Raccolte
- 1994 – Ola Magnell: 74-87

### Singoli
- 1973 – Påtalåten
- 1982 – Festen är över
- 1987 – Malvina utan mörker